# 1,4-fenilendiammina
La 1,4-fenilendiammina, o p-fenilendiammina (letto para-fenilendiammina), è una diammina aromatica.
A temperatura ambiente si presenta come un solido bianco-grigio dall'odore ammoniacale. È una sostanza che può dare allergia (prurito, rossore) a chi ne è ipersensibile; si scioglie bene nei solventi organici e parzialmente in acqua, a cui impartisce una reazione basica, il pH di una sua soluzione satura in acqua è circa 9.
Nella sintesi organica, è un intermedio per la produzione di numerosi composti. Trova impiego come monomero nella produzione del kevlar e come agente scurente delle tinture per capelli.
Trova anche impiego come rivelatore in fotografia analogica.